# 鲁昂
鲁昂（法語：Rouen，發音：[ʁwɑ̃] ⓘ或[ʁuɑ̃]），法国西北部城市，诺曼底大区滨海塞纳省的一个市镇，同时也是所在大区的首府及所在省的省会，下辖鲁昂区。鲁昂位于滨海塞纳省中南部，塞纳河两岸，其市镇面积为21.38平方公里，2022年1月1日时的人口数量为116,331人，在法国市镇中排名第37位，是诺曼底地区的第二大城市，仅次于勒阿弗尔，超过卡昂。
鲁昂是法国艺术与历史之城，自高卢-罗马时期起便已成为塞纳河下游的中心城市，中世纪时成为诺曼底公国的首府，英法百年战争时期法兰西民族英雄圣女贞德在此就义，二战时期鲁昂遭到严重破坏，后恢复重建，并发展成为法国重要的重工业城市、科教中心和交通枢纽。

## 名称来源
“鲁昂”一名来源于其高卢时期的名称“罗托马古斯”，中世纪中期拉丁化成为，后逐渐衍变成为。

## 历史

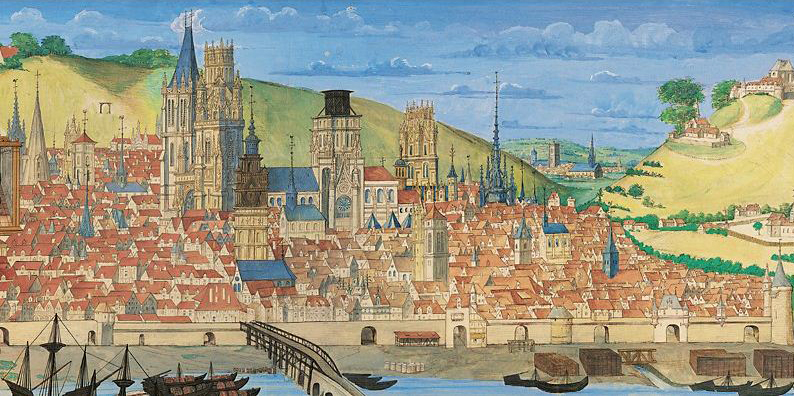
1526年的鲁昂

鲁昂是法国艺术与历史之城，高卢时期为韦利奥卡斯人的活动范围，其建都罗托马古斯，位于塞纳河右岸，基本与现代鲁昂城重叠。罗马人入侵后，鲁昂成为卢格敦高卢的一部分，并借助于其塞纳河水运之便而逐渐发展成为卢格敦高卢境内的第二大城市。中世纪初期，一些犹太人游迁于此，鲁昂市区内出现了犹太社区。公元841年，维京人入侵这一地区，其首领罗洛于911年与查理三世签订《埃普特河畔圣克莱尔条约》，建立诺曼底公国，并定都鲁昂。公元1007年，鲁昂境内发生了大规模排犹事件。公元11世纪中期，威廉一世在鲁昂主持修建大教堂，并将诺曼底首府迁至卡昂，以扩大诺曼底统治影响范围，同时以此建立了攻占英格兰大陆据点。1204年，法兰西国王腓力二世收复诺曼底。百年战争时期，英格兰军队再次占领了诺曼底，并引发了鲁昂战役，其间圣女贞德被勃艮第叛军押送至鲁昂，并在此就义。中世纪末期，法国发生宗教战争，鲁昂居民普遍接受加尔文主义，故遭到了法国王后凯瑟琳·德·美第奇的残酷镇压，并引发了圣巴多罗买大屠杀。法国大革命后，鲁昂成为滨海塞纳省的省会，并随着工业革命时期铁路的开通而成为一个交通枢纽。二战时期，鲁昂曾遭到纳粹德军的猛烈轰炸，战后鲁昂制订《格雷贝尔计划》，并于20世纪60年代完成重建。2016年，鲁昂成为诺曼底大区的首府。2019年，鲁昂发生吕布里佐勒化工厂爆炸事件，成为法国现代最严重的环境事故之一。

## 地理

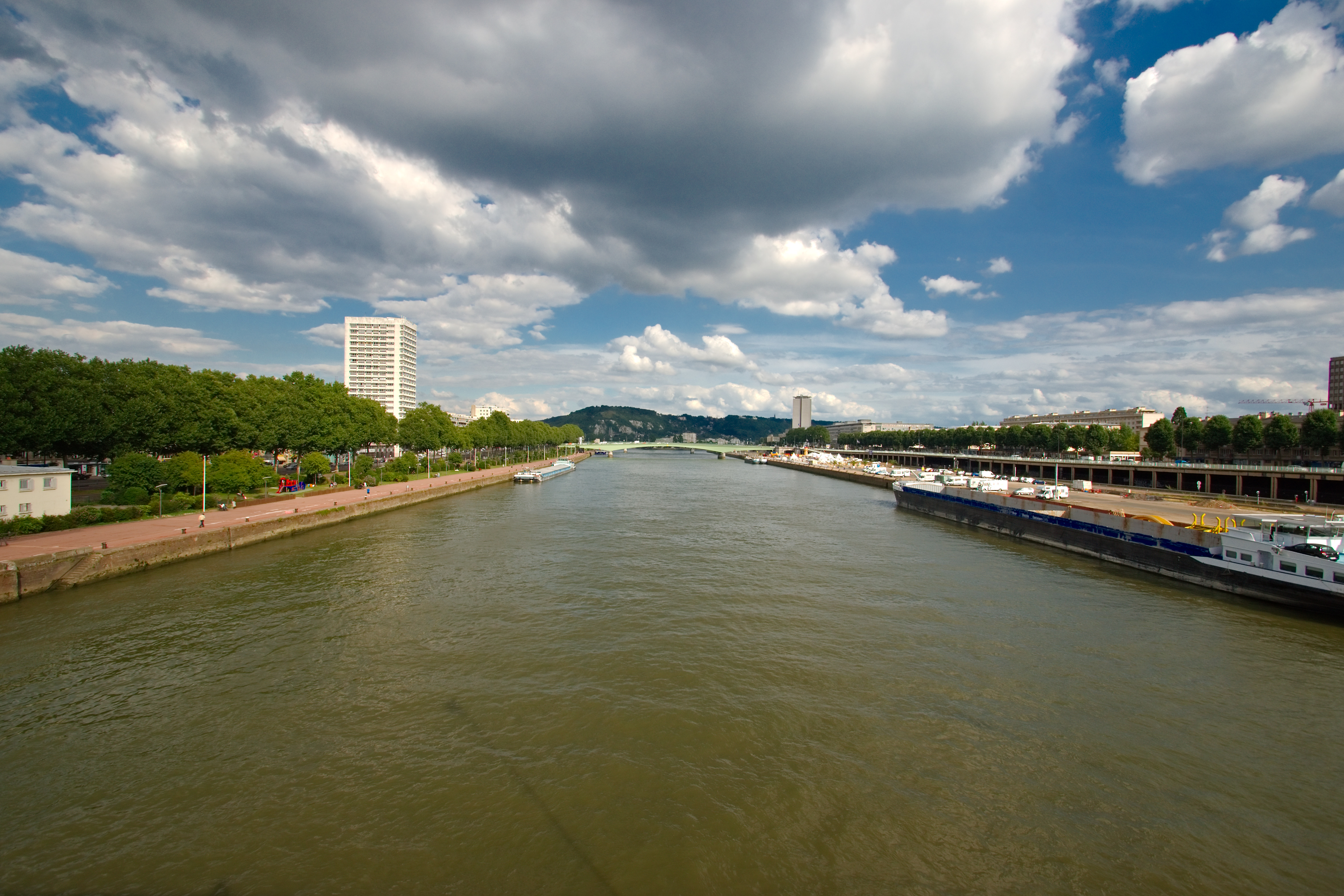
流经鲁昂市区的塞纳河

鲁昂位于法国西北部，诺曼底大区东部和滨海塞纳省中南部，距离法国首都巴黎大约130公里。与鲁昂接壤的市镇包括：小克维伊、索特维尔莱鲁昂、比奥雷勒、邦瑟库尔、布瓦纪尧姆、康特勒、达尔内塔勒、代维尔莱鲁昂、大克维伊、蒙圣艾尼昂、圣莱热迪布尔德尼、圣马丹迪维维耶。

### 地形
鲁昂位于塞纳河中下游平原，境内地势以浅丘为主，市区内地势平坦，其中塞纳河右岸部分区域有较为明显的高差，全境海拔在2到152米之间。

### 水文
法国五大水系之一的塞纳河干流流经境内，其中老城区位于塞纳河右岸。

### 气候
鲁昂在柯本气候分类法中属于属于温带海洋性气候，年温差较小，降水分布均匀。
鲁昂境内设有气象站，以下为该气象站的数据：
| 鲁昂1981年－2019年  | 鲁昂1981年－2019年 | 鲁昂1981年－2019年 | 鲁昂1981年－2019年 | 鲁昂1981年－2019年 | 鲁昂1981年－2019年 | 鲁昂1981年－2019年 | 鲁昂1981年－2019年 | 鲁昂1981年－2019年 | 鲁昂1981年－2019年 | 鲁昂1981年－2019年 | 鲁昂1981年－2019年 | 鲁昂1981年－2019年 | 鲁昂1981年－2019年 |
| 月份                | 1月                | 2月                | 3月                | 4月                | 5月                | 6月                | 7月                | 8月                | 9月                | 10月               | 11月               | 12月               | 全年               |
| ------------------- | ------------------ | ------------------ | ------------------ | ------------------ | ------------------ | ------------------ | ------------------ | ------------------ | ------------------ | ------------------ | ------------------ | ------------------ | ------------------ |
| 历史最高温 °C（°F） | 14.7 (58.5)        | 19.7 (67.5)        | 25 (77)            | 27.4 (81.3)        | 30 (86)            | 36 (97)            | 41.3 (106.3)       | 38.1 (100.6)       | 33 (91)            | 28 (82)            | 20.3 (68.5)        | 15.6 (60.1)        | 41.3 (106.3)       |
| 平均高温 °C（°F）   | 6.4 (43.5)         | 7.3 (45.1)         | 10.8 (51.4)        | 13.7 (56.7)        | 17.3 (63.1)        | 20.3 (68.5)        | 22.8 (73.0)        | 22.8 (73.0)        | 19.5 (67.1)        | 15.0 (59.0)        | 9.9 (49.8)         | 6.6 (43.9)         | 14.4 (57.8)        |
| 日均气温 °C（°F）   | 3.7 (38.7)         | 4.2 (39.6)         | 7.0 (44.6)         | 9.2 (48.6)         | 12.7 (54.9)        | 15.5 (59.9)        | 17.8 (64.0)        | 17.8 (64.0)        | 14.9 (58.8)        | 11.4 (52.5)        | 7.0 (44.6)         | 4.2 (39.6)         | 10.5 (50.8)        |
| 平均低温 °C（°F）   | 1.1 (34.0)         | 1.1 (34.0)         | 3.2 (37.8)         | 4.7 (40.5)         | 8.1 (46.6)         | 10.7 (51.3)        | 12.8 (55.0)        | 12.8 (55.0)        | 10.4 (50.7)        | 7.8 (46.0)         | 4.1 (39.4)         | 1.7 (35.1)         | 6.5 (43.8)         |
| 历史最低温 °C（°F） | −17.1 (1.2)        | −13.4 (7.9)        | −10.4 (13.3)       | −7.1 (19.2)        | −2.2 (28.0)        | 1 (34)             | 1 (34)             | −0.1 (31.8)        | 2.1 (35.8)         | −3.2 (26.2)        | −8.3 (17.1)        | −11.3 (11.7)       | −17.1 (1.2)        |
| 平均降水量 mm（）   | 76.3 (3.00)        | 60.4 (2.38)        | 67.1 (2.64)        | 59.2 (2.33)        | 74.3 (2.93)        | 63.7 (2.51)        | 68.9 (2.71)        | 65.1 (2.56)        | 65.5 (2.58)        | 83.5 (3.29)        | 76.8 (3.02)        | 90.9 (3.58)        | 851.7 (33.53)      |
| 月均日照時數        | 58.6               | 74.5               | 117.4              | 158                | 182.8              | 202.2              | 199.2              | 191.8              | 156.1              | 107.8              | 60                 | 49.2               | 1,557.6            |
| 来源：climat-data   |                    |                    |                    |                    |                    |                    |                    |                    |                    |                    |                    |                    |                    |

## 行政区划

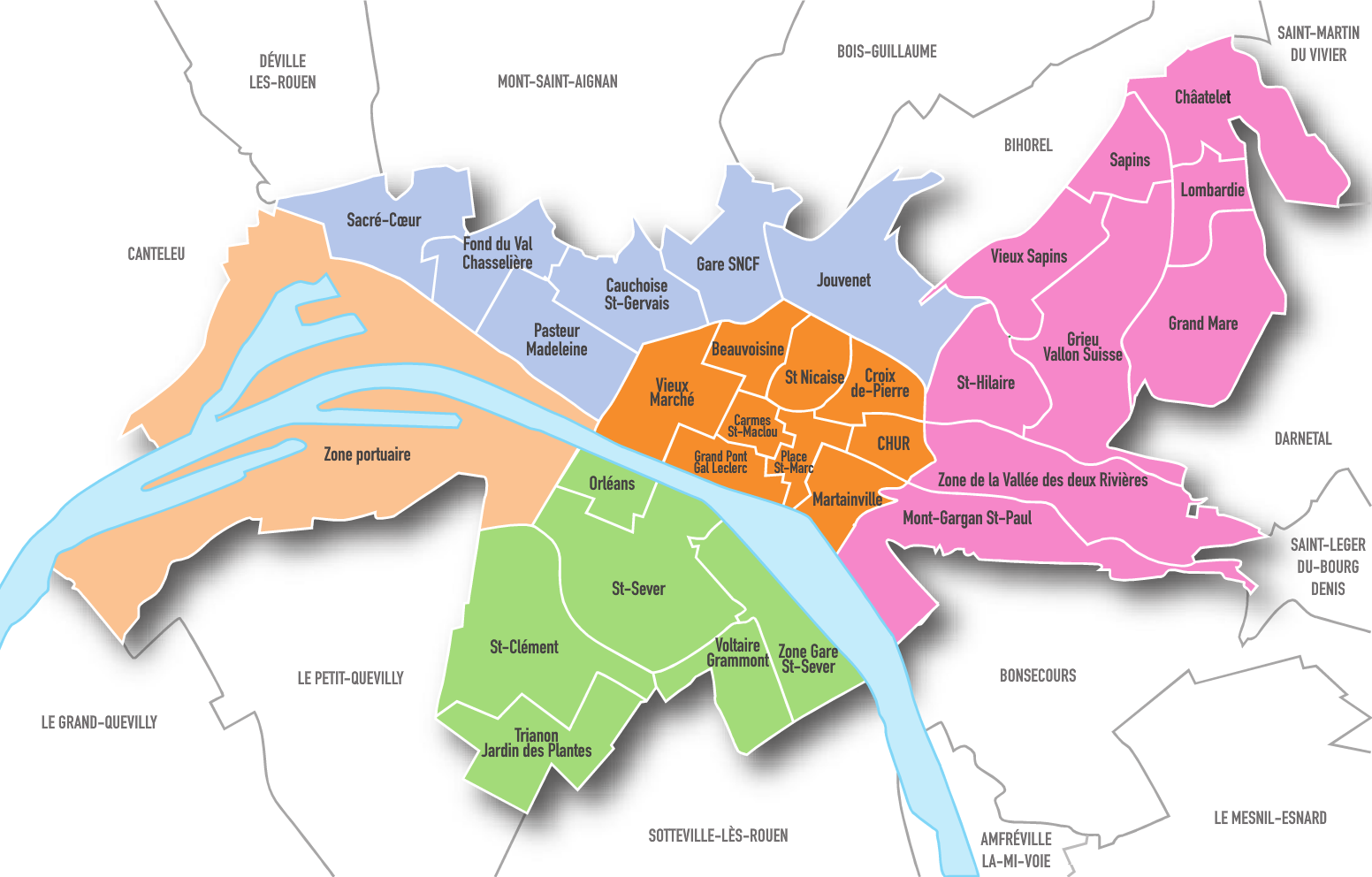
鲁昂街区地图

鲁昂是法国诺曼底大区滨海塞纳省的一个市镇，编号为76540，它也是滨海塞纳省的省会。鲁昂下辖鲁昂区，管理鲁昂第一县、第二县和第三县，同时也是鲁昂诺曼底都会区的办公驻地。
鲁昂市镇被划为12个街区，并实行街区自治制度。
法国国家统计与经济研究所（简称）在进行数据统计时，将鲁昂及相邻的另外49个市镇设为鲁昂城市核心区，并将包括核心区在内的周边共277个市镇划为鲁昂城市区。同时，还将鲁昂市镇分为了42个“块区”（IRIS），以便于统计人口分布情况。

## 交通

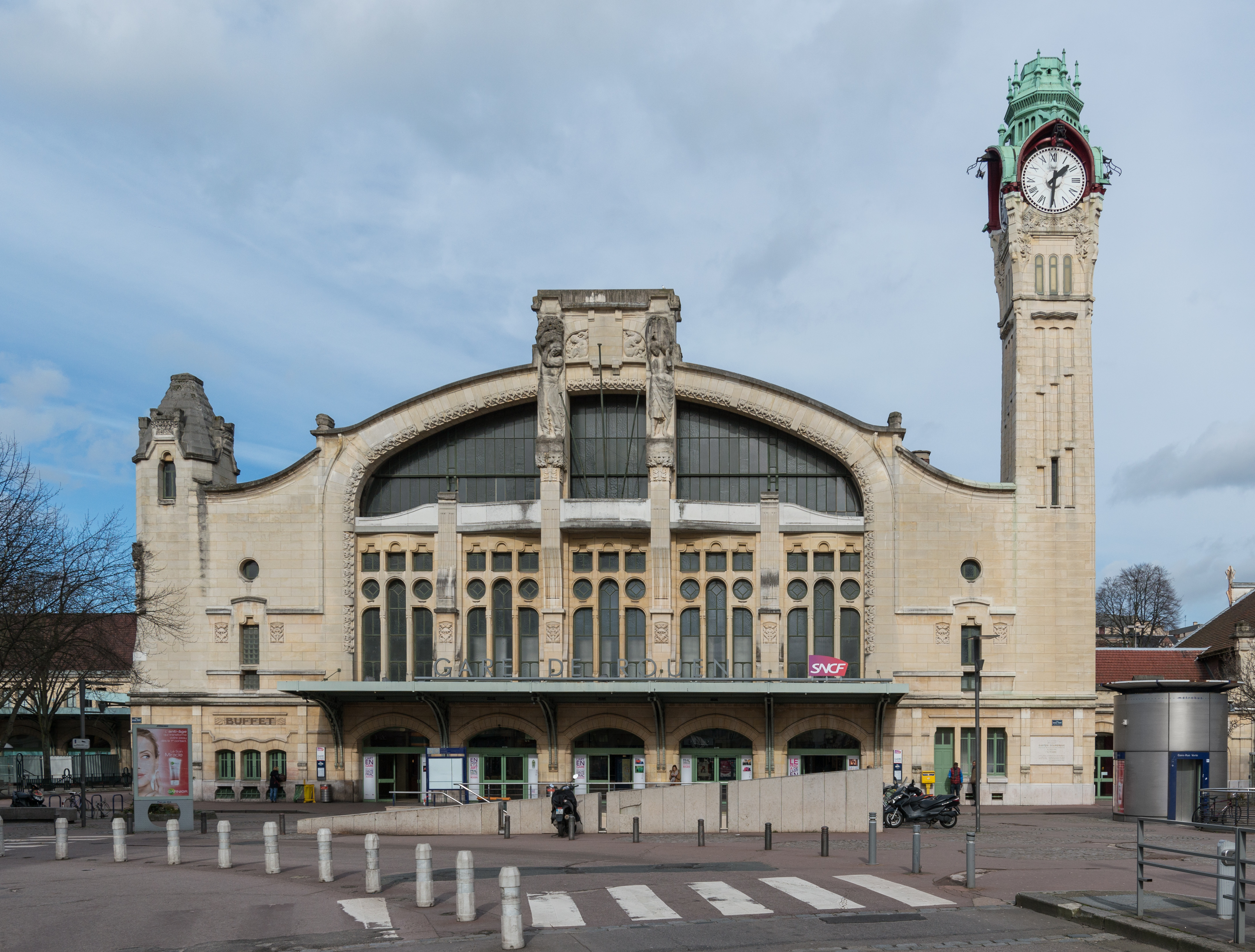
鲁昂右岸火车站

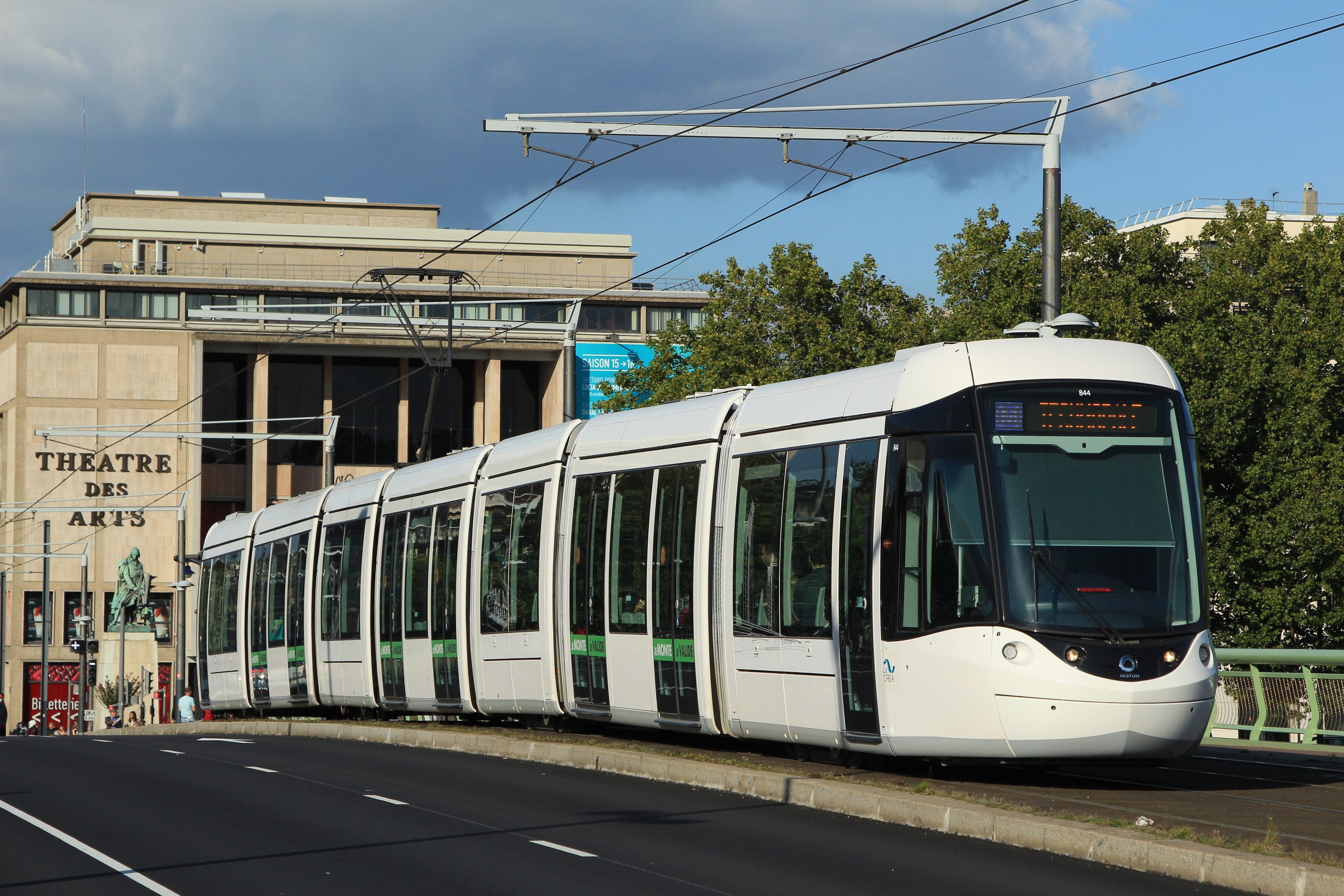
鲁昂有轨电车

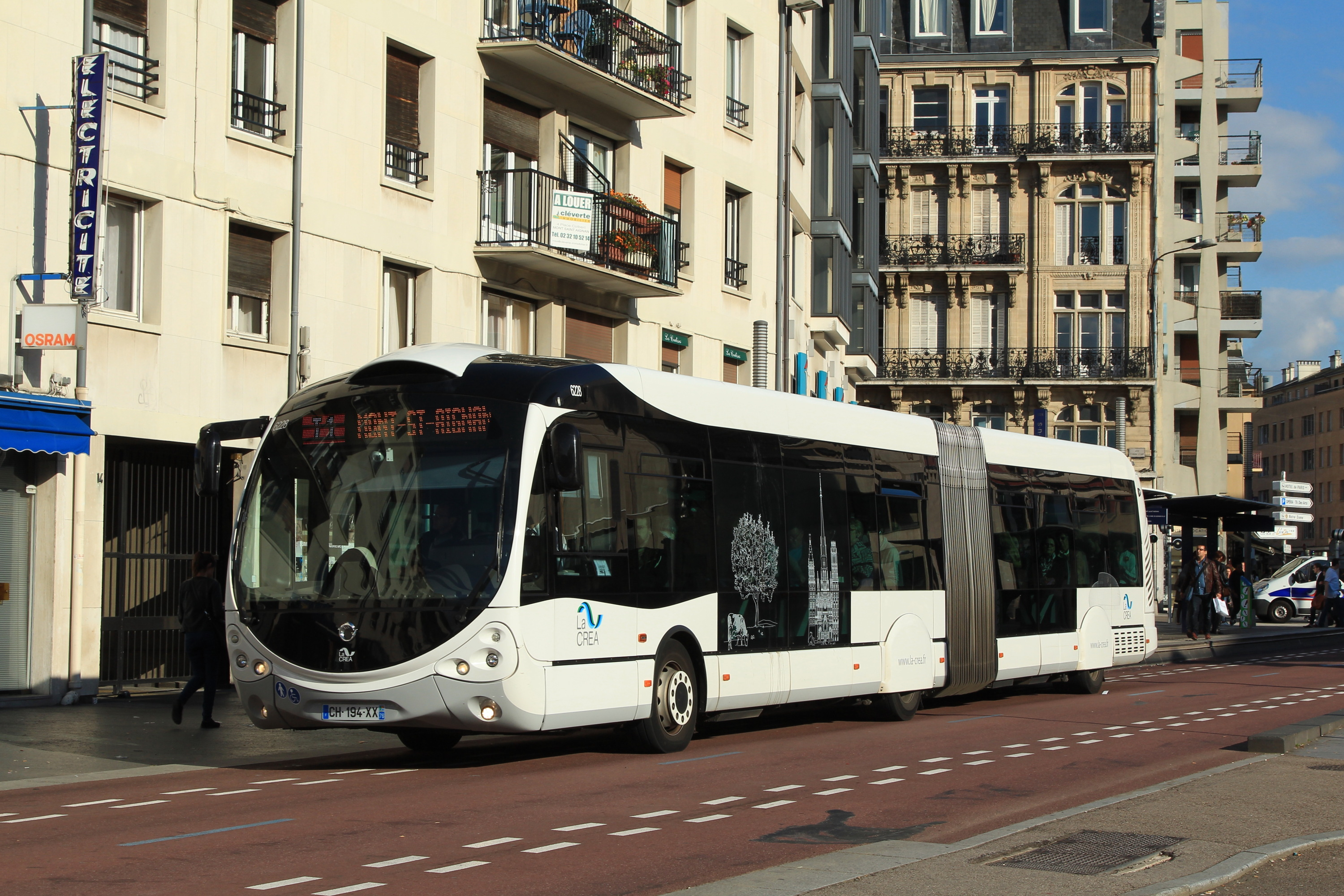
鲁昂大容量公交T1线

### 公路
法国国家A13、A28、A150和A151经过鲁昂周边，法国国道N150线、N151线以及多条滨海塞纳省省道在鲁昂境内交汇。诺曼底大区公共交通提供前往卡昂和埃夫勒的快速大巴线路，同时开有校车线路可前往周边部分市镇。此外，一些跨国客运公司也开行途径鲁昂前往巴黎及巴黎戴高乐机场，以及迪耶普、亚眠、卡昂、雷恩、南特、里尔等城市的长途大巴车线路。
2015年，54%的鲁昂家庭拥有至少一辆的私人汽车。
2016年，鲁昂境内共发生各类交通事故101起，造成9人遇难，133人受伤。

### 铁路
鲁昂位于巴黎－勒阿弗尔铁路线上，同时前往亚眠、卡昂和迪耶普方向的铁路也在附近交汇。鲁昂右岸站因位于塞纳河右岸而得名，该站每天停靠一班往返于勒阿弗尔和马赛之间的高速列车，途径里昂、凡尔赛等地；此外该站还开行大量前往巴黎和勒阿弗尔的区域列车，已实现公交化运行；同时还有列车可直达卡昂、迪耶普、亚眠、里尔。

### 航空
鲁昂塞纳河谷机场位于鲁昂市区以东大约9公里处的博斯境内，在2019年以前，该机场每周开行两班直达里昂的固定航班，但因客流量较少而停运，现仅开行季节性及包机航线。除此之外，距离鲁昂最近的航空机场为巴黎戴高乐机场，车程约1.5小时。

### 城市公共交通
鲁昂城市公共交通（商业名称为，法语意为“技巧”）由鲁昂诺曼底都会区负责管理，法国交通发展集团负责运营。截至2020年3月，其线路网共包含1条有轨电车线路、4条大容量公交线路、5条快速公交和数十条普通公交线路，路网覆盖了整个都会区。
鲁昂有轨电车建成于1994年，是诺曼底地区首条现代城市轨道交通，其线路呈南北走向，老城区段为地下运行。
自2007年起，鲁昂市区开始出现公共自行车（商业名称为）服务，共设有26个站点。

## 政治

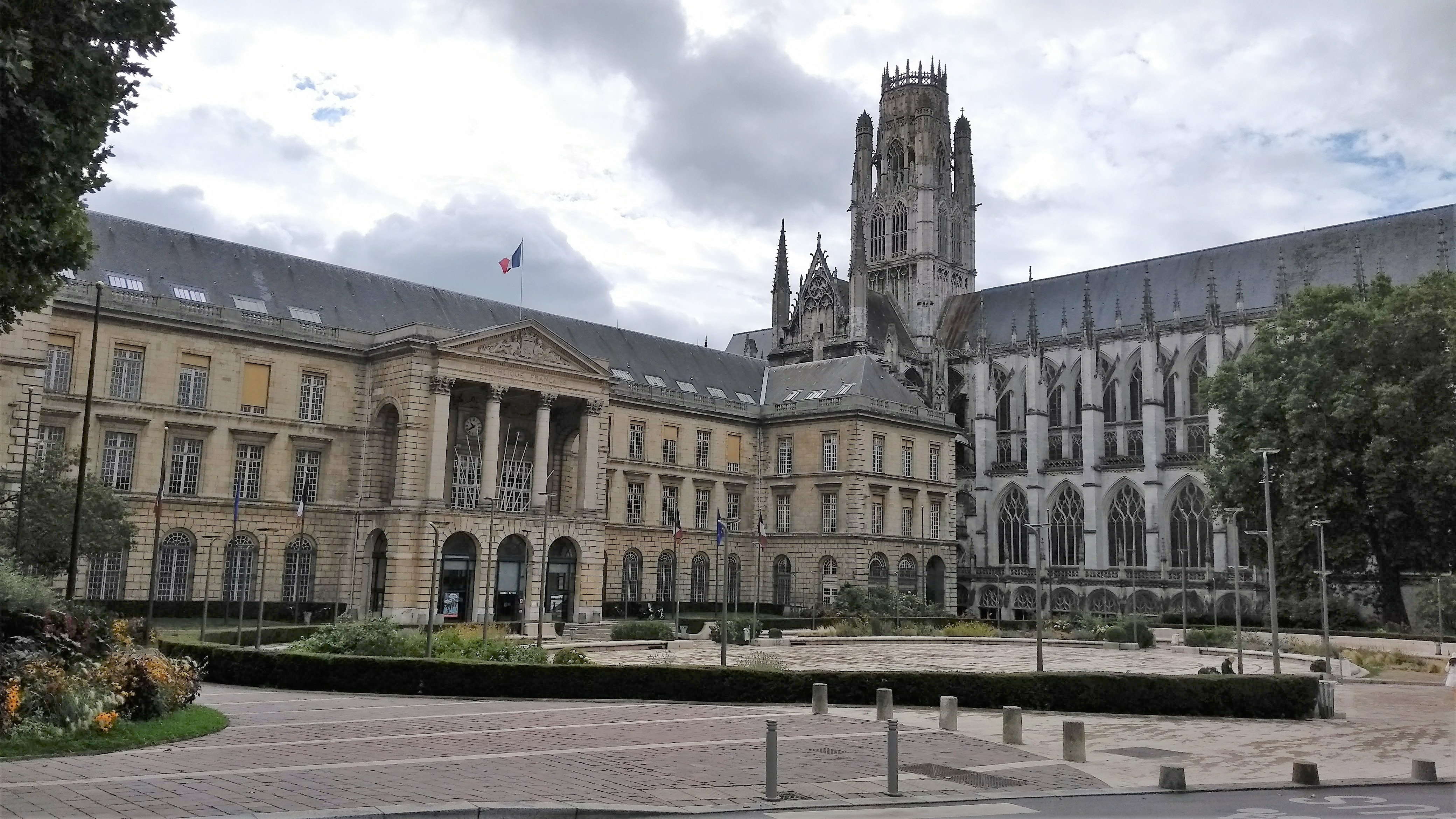
鲁昂市政厅

鲁昂的现任市长为尼古拉·马耶尔-罗西尼奥尔先生，他是社会党的一名成员，在2020年的市政选举中获得了67.12%的支持率。
在2017年的法国总统大选中，法国第25任总统埃马纽埃尔·马克龙在鲁昂获得了80.04%的支持率。
| 鲁昂历届市长   |                          |                                 |
| 任期           | 市长                     | 党派                            |
| 1945年－1958年 | 雅克·夏特兰              | CNIP全国独立人士与农民中心      |
| 1958年－1968年 | 贝尔纳·蒂索              | CNIP全国独立人士与农民中心      |
| 1968年－1993年 | 让·勒卡尼埃              | CD法国民主中心 →UDF法国民主联盟 |
| 1993年－1995年 | 弗朗索瓦·戈蒂耶          | UDF法国民主联盟                 |
| 1995年－2001年 | 伊翁·罗贝尔              | PS社会党                        |
| 2001年－2008年 | 皮埃尔·阿尔贝蒂尼        | PS社会党                        |
| 2008年－2012年 | 瓦莱里·富内龙            | PS社会党                        |
| 2012年－2020年 | 伊翁·罗贝尔              | PS社会党                        |
| 2020年－       | 尼古拉·马耶尔-罗西尼奥尔 | PS社会党                        |

## 人口
2017年，鲁昂市镇人口数量为110,145，在法国排名第37位。其中男性52,670人，女性57,447人，75岁及以上人口占6.2%，外籍人口数量为9,236人，人口密度为5,152人/平方公里，当地居民被称为（男性）或（女性）。2018年，鲁昂境内出生1,482人，死亡人口917人。
| 年份   | 1936    | 1946    | 1954    | 1962    | 1968    | 1975    | 1982    | 1990    | 1999    | 2006    | 2011    | 2016    | 2017    |
| ------ | ------- | ------- | ------- | ------- | ------- | ------- | ------- | ------- | ------- | ------- | ------- | ------- | ------- |
| 人口數 | 122,832 | 107,739 | 116,540 | 120,857 | 120,471 | 114,834 | 101,945 | 102,723 | 106,592 | 107,904 | 111,553 | 110,117 | 110,145 |

## 经济

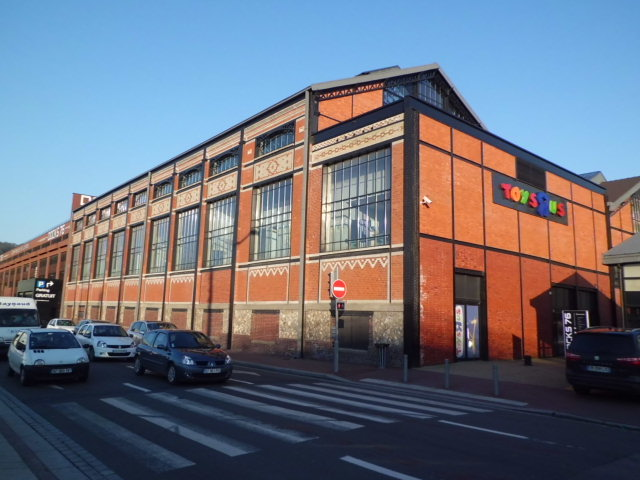
原鲁昂港口电力局厂房

鲁昂是法国西北部重要的重工业城市之一，鲁昂工商会所在地，当地主要产业部门包括化工、炼油、船舶及机械制造等，其所在的塞纳河下游河谷是法国重要的化工产业聚集区之一。但自20世纪末，法国的主要重工业部门逐渐转移至海外，鲁昂地区经济出现了较为严重的衰退。2019年9月发生的吕布里佐勒化工厂爆炸事件是法国现代最严重的环境事故之一。

## 财政收入
2018年，鲁昂的财政收入总额为162,198,000欧元，财政支出总额为152,111,000欧元，当年的债务总额为166,240,000欧元。
2014年，鲁昂的人均收入总额为2,462欧元，其中高职人员为4,183欧元，普通职员为1,838欧元。
2016年，鲁昂境内的青壮年（15至64岁）失业率为18.7%，当地5,330个家庭拥有纳税资格。

## 社会事务

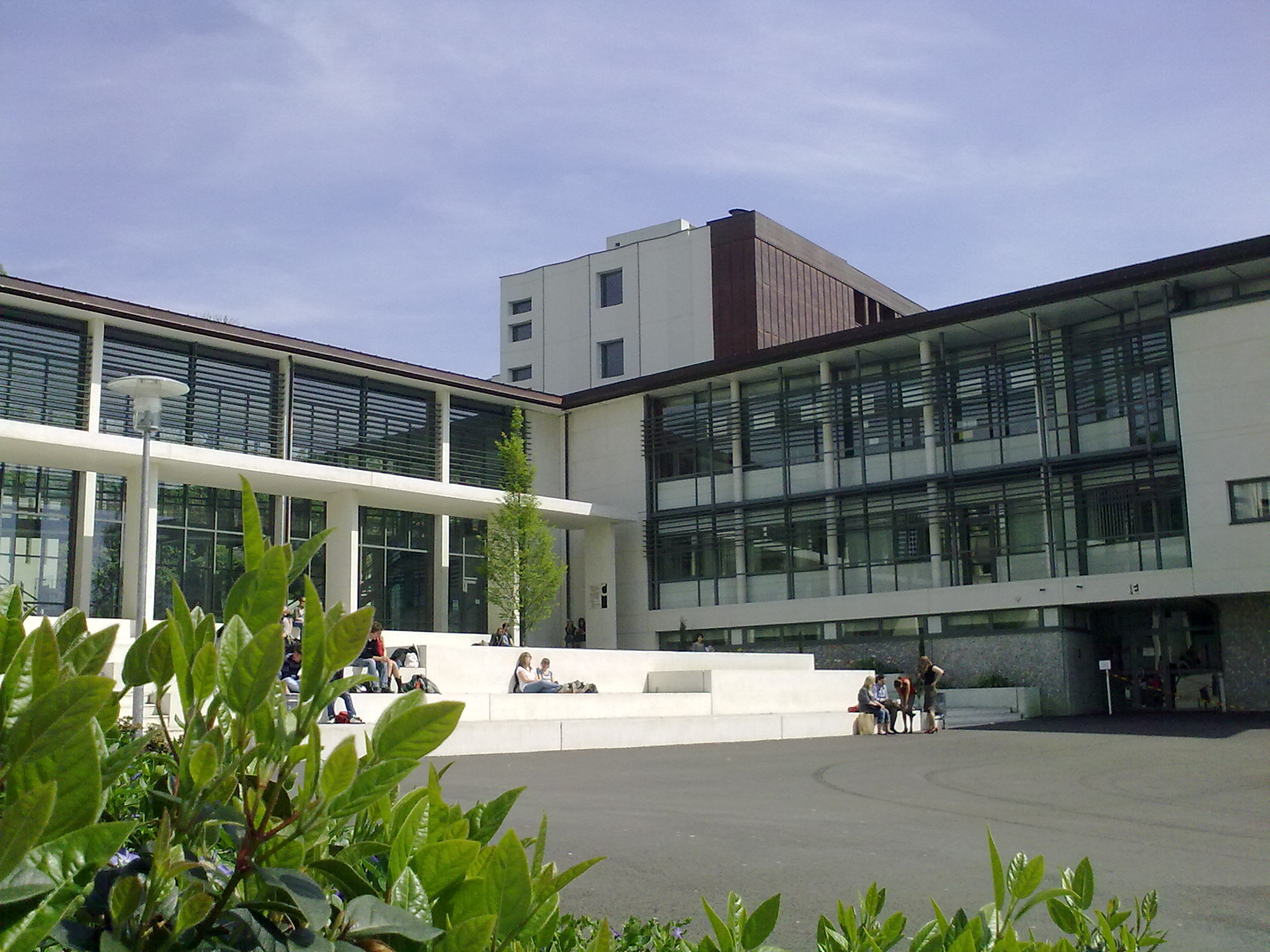
圣女贞德高级中学

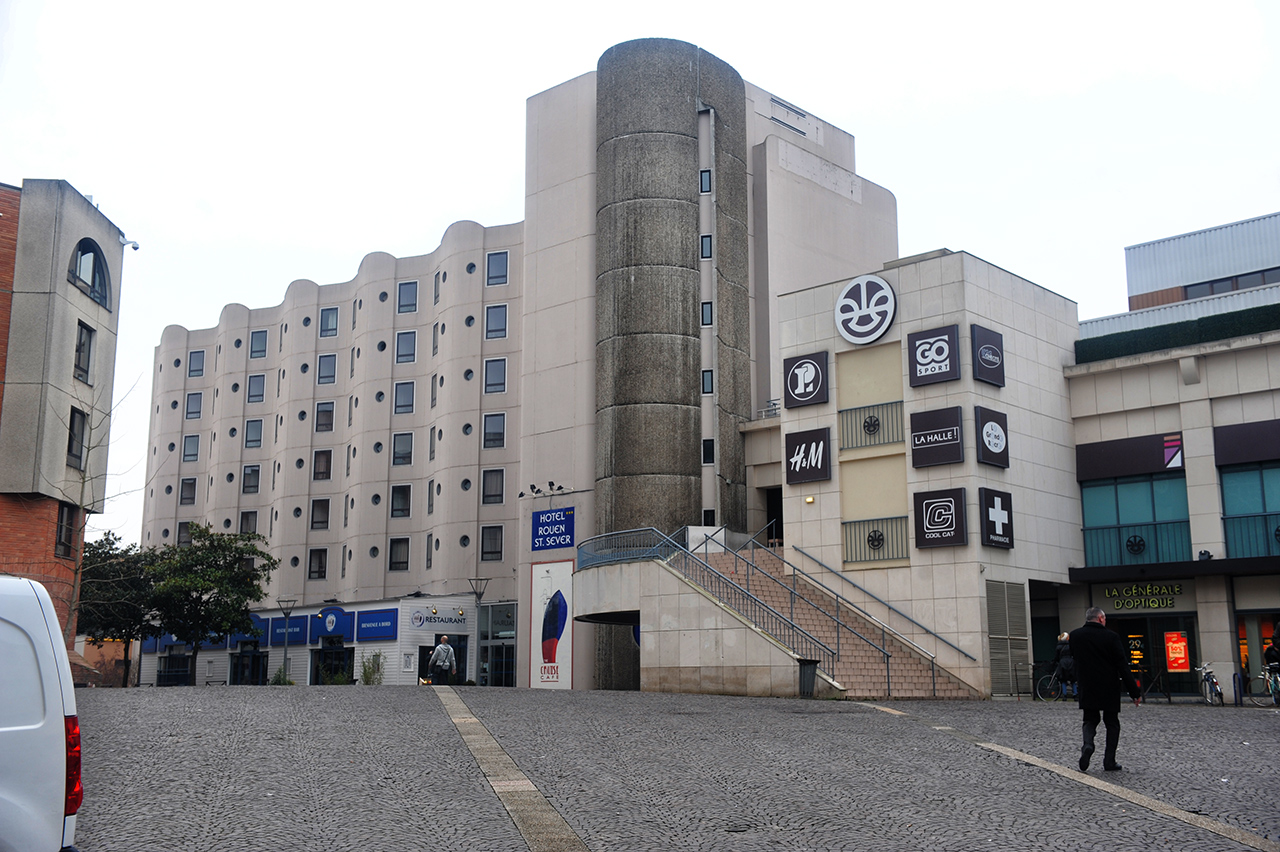
圣瑟韦尔商业中心

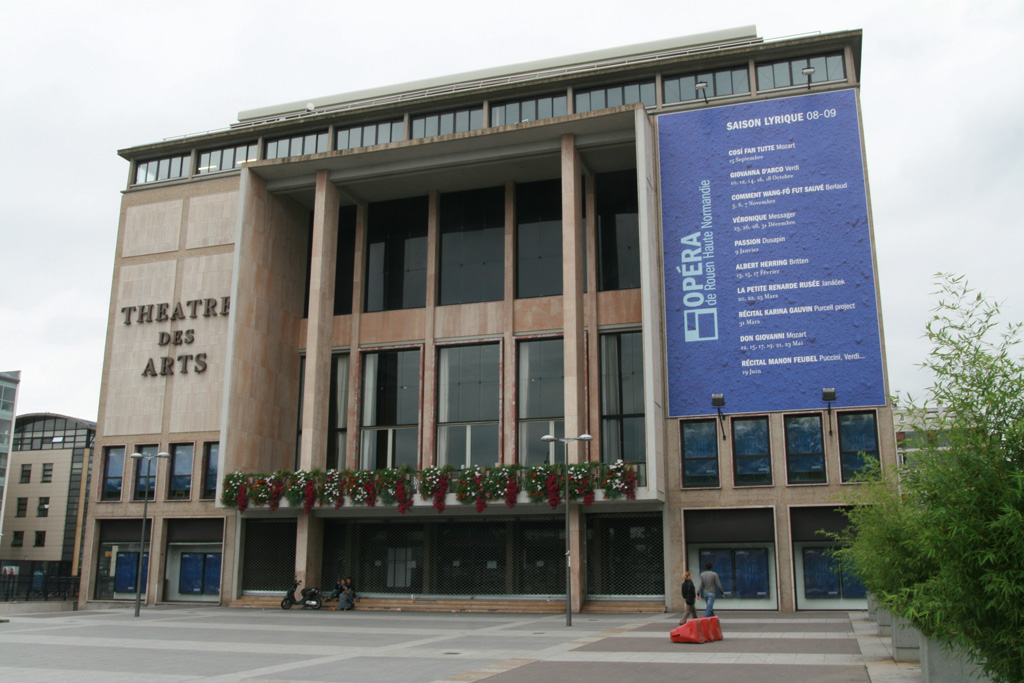
鲁昂歌剧院

### 教育
鲁昂是同名学区的总部所在地。截止2017年1月1日，鲁昂境内共有27所幼儿园、37所小学、13所初级中学、10所普通高中和6所职业高中，其中部分高中开设大学校预备班。2018至2019学年度，鲁昂境内共有中小学学生16438名。
在高等教育方面，鲁昂是法国重要的大学城之一，鲁昂-诺曼底大学（简称“鲁昂大学”）建于1966年，是法国公立综合性大学之一，下属6个二级学院、2个应用科技学院和1个师范学校，共有学生数量接近3万。鲁昂境内设有3所工程师学校：国立鲁昂应用科学学院、电子工程高等学校和UniLaSalle综合理工学院。此外鲁昂境内还有国立诺曼底高等建筑学校、NEOMA商业学校、勒阿弗尔-鲁昂高等艺术设计学校等高等教育机构。

### 医疗
截止2017年1月1日，鲁昂境内共有全科医生177名、保健师115名、牙医92名、护士93名、耳科医生19名、眼科医生28名、皮肤科医生12名、助产士9名、儿科医生18名和妇科医生30名。境内共有药房45家，养老院17家，残疾人帮扶中心14家。
鲁昂大学附属中心医院是法国30所教学医院之一，下属5个病区，总部“夏尔·尼克勒医院”位于鲁昂市区，是当地规模最大的公立综合性医院。此外，位于鲁昂市区的亨利-贝克雷尔中心是法国区域抗癌研究中心之一。

### 住房
2015年，鲁昂境内共有各类住房70,985套，其中86.3%为常住房屋。集中式居民区主要分布于市区东北部的大马尔街区。

### 商业
2017年，鲁昂境内共有各类商铺9,055家，其中餐饮服务类3,437家。圣瑟韦尔中心位于塞纳河左岸，是当地重要的集中式商业中心。

### 体育
2017年，鲁昂境内共有4家游泳池、18间健身房、3座综合体育场、19处网球场、7处足球或橄榄球场以及18处篮球或排球场。
鲁昂的代表性职业体育俱乐部为鲁昂棒球俱乐部，成立于1986年，截至2020年共获得了15次法国棒球冠军联赛的总冠军。
鲁昂足球俱乐部是当地主要的足球俱乐部，成立于1899年，截至2020年共参与19次法甲和36次法乙联赛，其主场罗贝尔-迪奥雄球场位于小克维伊境内，可同时容纳超过1万名观众。
从2022年起，鲁昂每年举办国际女子网球协会WTA250巡回赛赛事鲁昂网球公开赛。

### 环境
鲁昂的环境事务由其所属的都会区负责。2017年，鲁昂境内共有14家污染企业。

### 治安
2014年，鲁昂及附近地区共发生各类案件24,930起，其中盗窃类案件15,029起，经济类案件2,479起，毒品交易类案件1,497起。

## 文化

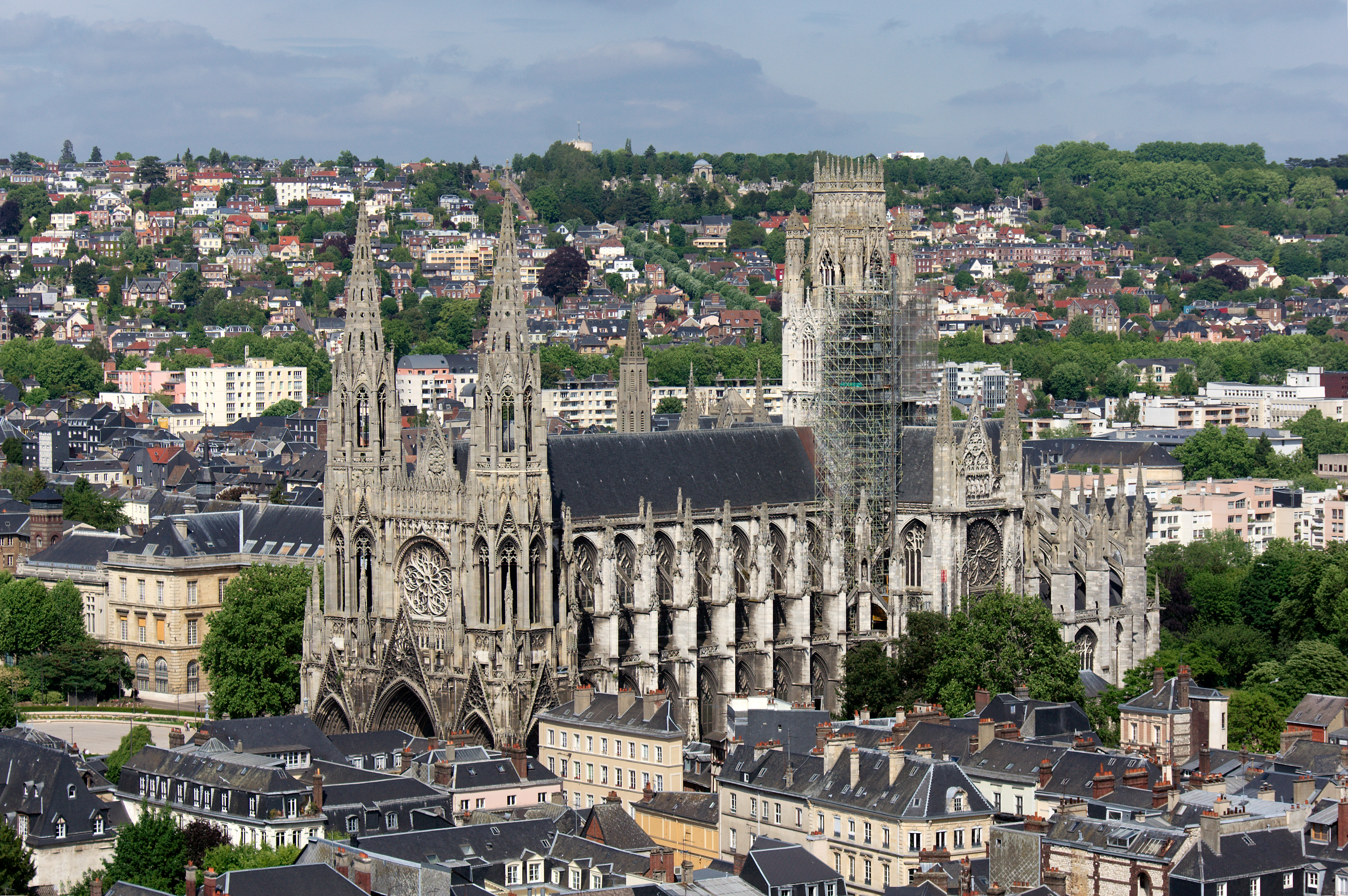
圣旺教堂

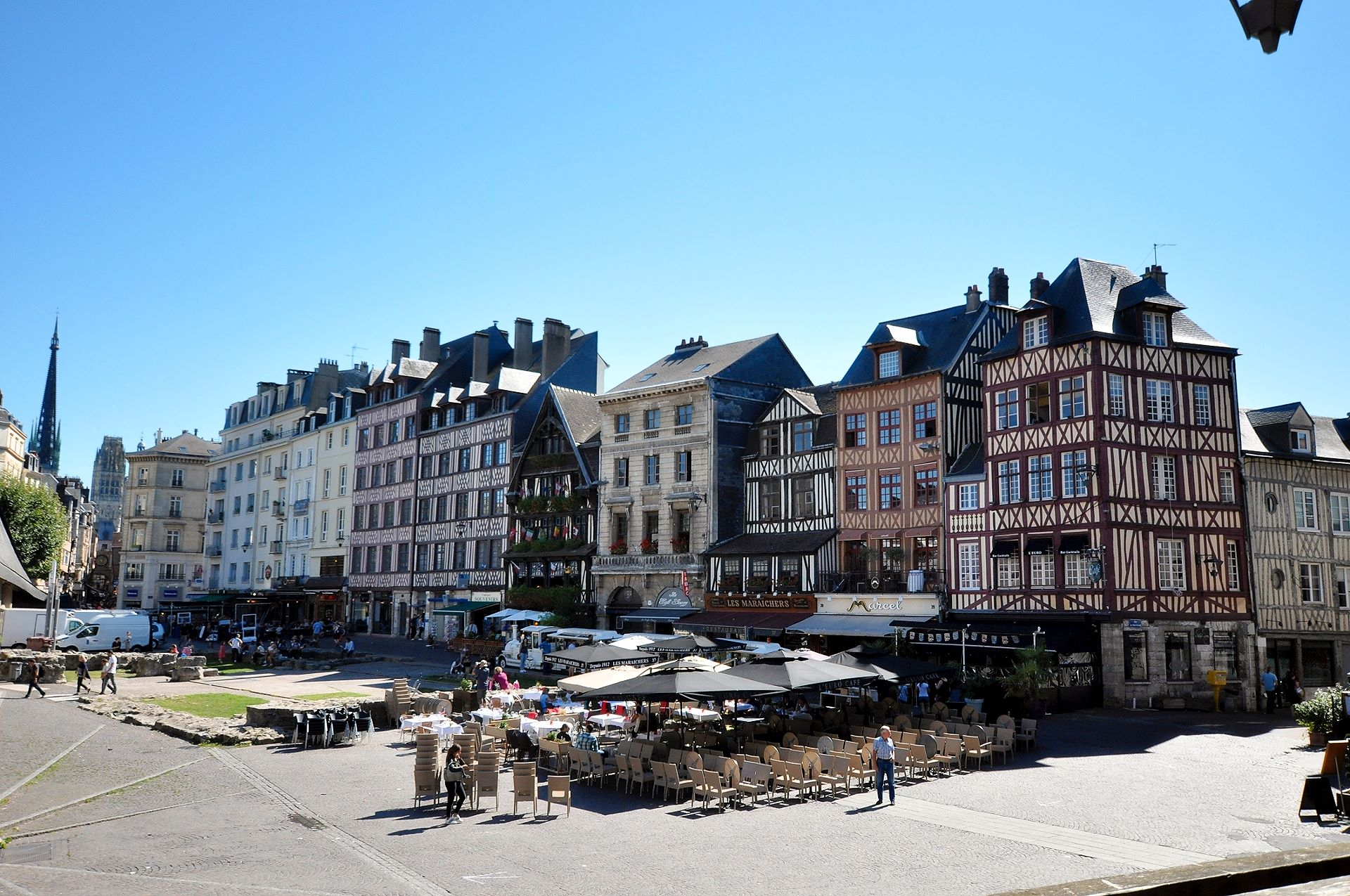
鲁昂旧集市广场

2017年，鲁昂境内共有4个剧场、3个电影院、8个博物馆和1个音乐厅。

### 旅游
鲁昂是法国艺术与历史之城，鲁昂老城位于塞纳河右岸，在第二次世界大战期间部分被损毁，后在战后重建中基本保持原样。当地代表性的建筑包括鲁昂圣母大教堂、圣玛洛教堂、圣旺教堂、大时钟、鲁昂主宫医院（又译“鲁昂神学院”）等。
鲁昂的旅游事物由都会区负责。2018年，鲁昂境内共有38个宾馆共计1,623间房间。

### 媒体
法国主要的媒体均可在鲁昂接收，法国电视三台下属的诺曼底大区频道在部分时段播出鲁昂所属区域的地方新闻。

### 美食
鲁昂苹果烙饼是一种苹果蛋挞，为鲁昂的代表性地方小吃。

## 对外交流

### 友好城市
截至2020年2月，鲁昂共与6座城市互为友好城市关系：

| - 德国 汉诺威 - 美国 克利夫兰 - 英格兰 诺里奇 | - 義大利 萨莱诺 - 中国 宁波 - 济州 |

### 领事馆
截至2020年2月，共有14个国家在鲁昂设有领事馆：

| - 德国驻鲁昂领事馆 - 丹麦驻鲁昂领事馆 - 匈牙利驻鲁昂领事馆 - 立陶宛驻鲁昂领事馆 - 馬爾他驻鲁昂领事馆 - 塞内加尔驻鲁昂领事馆 - 阿尔及利亚驻鲁昂领事馆 | - 布吉納法索驻鲁昂领事馆 - 尼泊尔驻鲁昂领事馆 - 挪威驻鲁昂领事馆 - 葡萄牙驻鲁昂领事馆 - 塞舌尔驻鲁昂领事馆 - 毛里塔尼亚驻鲁昂领事馆 - 驻鲁昂领事馆 |